# یخ‌نهشت

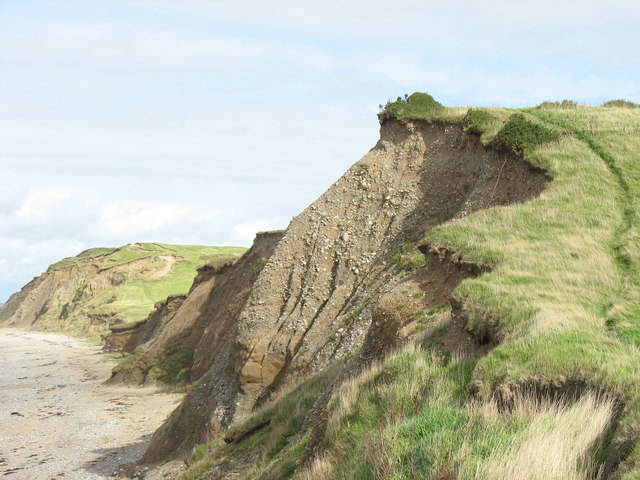
یخ‌نهشت

یخ‌نهشت (به انگلیسی: Boulder Clay) در زمین‌شناسی به توده سنگ‌ها و صخره‌ها که در امتداد بخش پایین یخ یخچال کشیده شده و زمانی که یخ آب می‌شود، پشت سر نهاده می‌شود، گفته می‌شود. معمولاً یک خاک رس خشن چینه‌نشده‌ای است که سرشار از سنگ بوده و ضخامت آن ممکن است چندین متر باشد.